# Wacław I Luksemburski

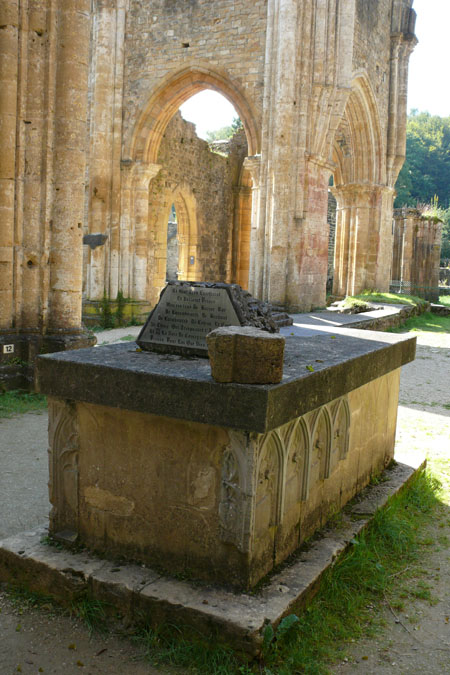
Nagrobek Wacława Luksemburskiego w klasztorze Orval

Wacław I Luksemburski (ur. 25 lutego 1337 w Pradze, zm. 7 grudnia 1383 w Luksemburgu) – hrabia Luksemburga w latach 1353–1354, książę Luksemburga od 1354 r., książę Brabancji i Limburgii od 1356 r.
Wacław I Luksemburski był synem Jana Luksemburskiego i jego drugiej żony Beatrycze Burbon. Ojciec chciał go ożenić z córką Ludwika Bawarskiego, ale z planów nic nie wyszło z powodu rozdźwięków między królem i cesarzem. W 1347 r. matka zaręczyła go z dziedziczką Brabancji i Limburgii Joanną Brabancką (ur. 24 czerwca 1322, zm. 1 grudnia 1406), córką Jana III brabanckiego. Ślub odbył się w 1352 r. Joanna była już raz zamężna. W 1334 r. poślubiła Wilhelma IV Holenderskiego (ur. 1307, zm. 1347). Oba małżeństwa Joanny były bezdzietne. Wacław miał dwoje nieślubnych dzieci. W 1353 r. otrzymał od brata Hrabstwo Luksemburga, które 13 marca 1354 r. zostało podniesione do rangi księstwa. W 1355 r. odziedziczył Brabancję i Limburgię.
Wacław był długoletnim mecenasem kronikarza Jeana Froissarta. Sam pisał poezję miłosną w języku francuskim. Ciągle popadał w długi i trafił nawet do więzienia. Stale wspomagał go przyrodni brat, cesarz Karol IV. Zmarł prawdopodobnie na trąd. Został pochowany w klasztorze cysterskim w Orval, gdzie do dziś znajduje się jego nagrobek.